# Brown Eyed Girls
Brown Eyed Girls  (브라운 아이드 걸스) (abreviadas como "BEG"), es un grupo femenino surcoreano creado por Nega Network. Está conformado por cuatro chicas: JeA, Miryo, Narsha y Gain.
El grupo ha publicado 7 álbumes de estudio, 1 recopilatorio y 3 miniálbumes. Su sencillo más exitoso es Abracadabra el cual fue vendido durante 2009 en Corea y llegó al número uno por cinco semanas consecutivas con amplio reconocimiento internacional.

## Historia

### Predebut
JeA, líder del grupo fue la responsable de la formación y elección de los miembros del grupo. La primera integrante que seleccionó fue Miryo, una reconocida rapera de la comunidad hip hop. Miryo perteneció al grupo "Honey Family". Cuando JeA estaba escogiendo miembros recordó a Narsha quien desde sus días de escuela era una buena cantante y le dio la oportunidad para adicionar. Gain estaba llorando después de fallar la audición en ese programa cuando el productor Ahn Jung Hoon la vio y le pidió audicionar para Brown Eyed Girls. Ella audicionó y fue escogida por las otras tres miembros como la cuarta integrante del grupo.

### 2006-2008: Your Story y With L.O.V.E
El grupo debutó en el 2006 con el álbum “Your Story” que se lanzó el 9 de marzo del 2006. Su canción promocional fue “Da Ga Wa Suh” (다가와서) (Come To Me); La segunda versión del álbum tuvo como sencillo promocional a  "Hold the Line", el cual fue un total éxito, llegó al número 1 por dos semanas, amplió las ventas y popularizó a las BEG.
El grupo vuelve en 2007 con su segundo álbum Leave Ms. Kim (떠나라 미스김), cuya canción promocional fue "You Got Me Fooled" (너에게 속았다). Otra canción promocional fue"Oasis" (오아시스).
A comienzos del 2008 lanzaron su primer miniálbum With L.O.V.E, el sencillo L.O.V.E llegó al número 1 durante tres semanas consecutivas y entró en las listas de Japón y fue uno de los mejores del año en Corea del Sur.

### 2009-2010: Sound G, debut en Japón y actividades en solitario
El 20 de julio de 2009, Brown Eyed Girls álbum Sound G, a pesar de que "Candy Man" fue el primer sencillo del álbum, el sencillo con la mayor promoción fue "Abracadabra," compuesta por Ji-nu y Lee Min-Soo. El grupo también experimentó un cambio de imagen definiéndose como independientes y maduras A esta canción se le sumó el vídeo con un estilo mucho más provocativo, el cual fue criticado por lo sugestivo y erótico. El sexy baile de caderas se convirtió en un baile nacional cuando muchas celebridades lo parodiaron.
En agosto de 2010, relanzaron Sound G en Japón para promoverse en aquel país, iniciando así a promocionarse.
Después del éxito del álbum las integrantes se concentraron en sus actividades individuales.

### 2011: Sixth Sense
Para el 2011 volvieron a Corea con Sixth Sense, el cual fue número uno en 6 países. Llegó al número 1 en el Billboard K-pop Hot Top, con esto lograron ser reconocidas en Estados Unidos siendo invitadas al "Kpop Masters" y a la inauguración de la revista "Billboard Kpop" en Las Vegas donde fueron entrevistadas por MTV junto a MBLAQ y Sistar

### 2013: 5º Álbum 'Black Box' y subunidad
En 2013 antes de sacar su quinto álbum, lanzaron  'Recipe' el 9 de julio de 2013, seguidamente, el grupo lanzó 'Black Box' el 29 de julio de 2013, teniendo como canción principal a promocionar 'Kill Bill' , siendo esta una parodia de la propia película. Además se anunció que el 11 de noviembre del mismo año Miryo y Narsha formarían subunidad llamada 'M&N' siendo estas las iniciales de su nombre. Lazaron su primer sencillo digital 'Tonight' que fue compuesto por Jea, la canción está tanto en coreano como en inglés (en la cual pidieron ayudan a Sam de Lunafly para poder escribir la letra).

### 2016: 10 aniversario
En 2016, se reportó que Brown Eyed Girls era el primer grupo femenino que no cambiaba ninguna de sus integrantes en 10 años. Por motivo de su décimo aniversario realizaron un concierto junto a Kero One y KRNFX el 18 de marzo en el teatro Belasco de Los Ángeles.

## Miembros
| Miembro      | Miembro | Nombre de Nacimiento | Nombre de Nacimiento | Fecha de Nacimiento                | Posición                                                  |
| Romanización | Hangul  | Romanización         | Hangul               | Fecha de Nacimiento                | Posición                                                  |
| ------------ | ------- | -------------------- | -------------------- | ---------------------------------- | --------------------------------------------------------- |
| JeA          | 제아    | Kim Hyo Jin          | 김효진               | 18 de septiembre de 1981 (43 años) | Líder, Vocalista Principal y Bailarina                    |
| Miryo        | 미료    | Jo Mi Hye            | 조미혜               | 2 de noviembre de 1981 (43 años)   | Rapera Principal y Bailarina                              |
| Narsha       | 나르샤  | Park Hyo Jin         | 박효진               | 28 de diciembre de 1981 (43 años)  | Vocalista Líder y Bailarina                               |
| Gain         | 가인    | Son Ga In            | 손가인               | 20 de septiembre de 1987 (37 años) | Vocalista, Bailarina principal, Imagen del Grupo y Maknae |

## Discografía

### Álbumes
- 2006: Your Story
- 2007: Leave Ms. Kim
- 2009: Sound-G
- 2011: Sixth Sense
- 2013: Black Box
- 2015: Basic

### Re-envasado
- 2006: Your Story
- 2009: Sound G
- 2011: Special Moments

### Miniálbumes
- 2008: With L.O.V.E
- 2008: My Style[19]
- 2010: Festa On Ice 2010

### Individuales
Son Gain
| Miniálbum       | Fecha                |
| --------------- | -------------------- |
| Step 2/4        | 8 de octubre de 2010 |
| Talk About S    | 5 de octubre de 2012 |
| Romantic Spring | 8 de abril de 2013   |
| Truth Or Dare   | 6 de febrero de 2014 |
| Hawwah          | 12 de marzo de 2015  |

| Sencillo        | Fecha                   |
| --------------- | ----------------------- |
| Romantic Spring | 16 de noviembre de 2006 |

| Digital sencillo       | Fecha                   |
| ---------------------- | ----------------------- |
| We Fell in Love        | 17 de diciembre de 2009 |
| Bad Temper             | 21 de diciembre de 2010 |
| Nostalgia              | 30 de noviembre de 2012 |
| Truth Or Dare (FxxK U) | 28 de enero de 2014     |
| A Tempo                | 21 de marzo de 2014     |

- Narsha

| Miniálbum | Fecha              |
| --------- | ------------------ |
| NARSHA    | 7 de julio de 2010 |

| Sencillo   | Fecha                |
| ---------- | -------------------- |
| Mamma Mia! | 20 de agosto de 2010 |

| Repackage                            | Fecha               |
| ------------------------------------ | ------------------- |
| Narsha Greatest Hits Collection - EP | 23 de marzo de 2012 |

- Miryo

| Miniálbum         | Fecha               |
| ----------------- | ------------------- |
| Miryo AKA Johoney | 31 de enero de 2012 |

- Jea

| Miniálbum | Fecha              |
| --------- | ------------------ |
| Just JeA  | 4 de enero de 2013 |

| Sencillo        | Fecha                   |
| --------------- | ----------------------- |
| 니가 따끔거려서 | 28 de diciembre de 2010 |
| 반가워, 고마워  | 13 de diciembre de 2013 |

| Digital sencillo | Fecha                   |
| ---------------- | ----------------------- |
| Flower           | 26 de noviembre de 2013 |

OST y Promocionales
| Título            | Miembros                         |
| ----------------- | -------------------------------- |
| I Love You        | Narsha & Miryo                   |
| Because You Sting | Jea ft G.O de MBLAQ              |
| Smile Chock Chock | Todas (Jea, Miryo, Narsha, Gain) |

## Filmografía

### Programas de variedades
| Año  | Programa             | Notas                |
| ---- | -------------------- | -------------------- |
| 2015 | I Can See Your Voice | Ep. #8 (temporada 2) |

## Premios
| Año  | Premio |
| ---- | --- |
| 2006 | - Cyworld Digital Music Award: Canción del Mes (septiembre) ("Hold the Line") - Mnet Asian Music Awards: Premio a la novata femenina |
| 2007 | - Seul Music Award: Newcomer Award ("Your Story)" |
| 2008 | - Cyworld Digital Music Award: Canción del Mes (marzo) ("L.O.V.E") - Cyworld Digital Music Award: Canción del Mes (octubre) ("How Come") - Mnet Asian Music Awards: Mejor video musical ("L.O.V.E") |
| 2009 | - Cyworld Digital Music Award: Canción del Mes (agosto) ("Abracadabra") - Cyworld Digital Music Award: Canción del Mes (octubre) ("Sign") - Golden Disk Awards: Bosang (Mejor Sencillo Digital) ("Abracadabra") - Mnet Asian Music Awards: Mejor Grupo Femenino - Mnet Asian Music Awards: Artista del Año - Mnet Asian Music Awards: Mejor video musical ("Abracadabra") - Mnet Asian Music Awards: Mejor Canción ("Abracadabra") - Mnet Asian Music Awards: Mnet Music Portal Award - Seul Music Award: Mejor Álbum Digital (L.O.V.E) |
| 2010 | - Golden Disk Awards: Bosang (Mejor Sencillo Digital) ("Abracadabra") - Seul Music Award: Mejor álbum ("Sound G") - Seul Music Award: Popular Mobile Award - Japan Records Award: Mejor Nuevo Artista - Japan Records Award: Mejor Artista Femenino |
| 2011 | - Cyworld Digital Music Award: Canción del Mes (octubre) ("Sixth Sense") - Mnet Asian Music Awards: Artista del Año - Mnet Asian Music Awards: Mejor Grupo Femenino - Mnet Asian Music Awards: Mejor Canción ("Sixth Sense") - Seul Music Award: Best Digital Álbum ("Sixth Sense") - Seul Music Award: Bosang (Mejor Sencillo) ("Sixth Sense") - Seul Music Award: Popular Mobile Award |